# 賀来鑑綱
賀来 鑑綱（かく あきつな、生没年不詳）は、戦国時代の武将。大友氏の家臣、柞原八幡宮大宮司。賀来治綱の子。弟は賀来鎮光。子は賀来鑑保（賀来の騒動で戦死）、賀来鎮綱、賀来惟道。仮名は八郎、別名は宮千代丸。受領名は掃部頭。